# Chrzcielnica z bazyliki katedralnej św. Jana Chrzciciela i św. Jana Ewangelisty w Toruniu

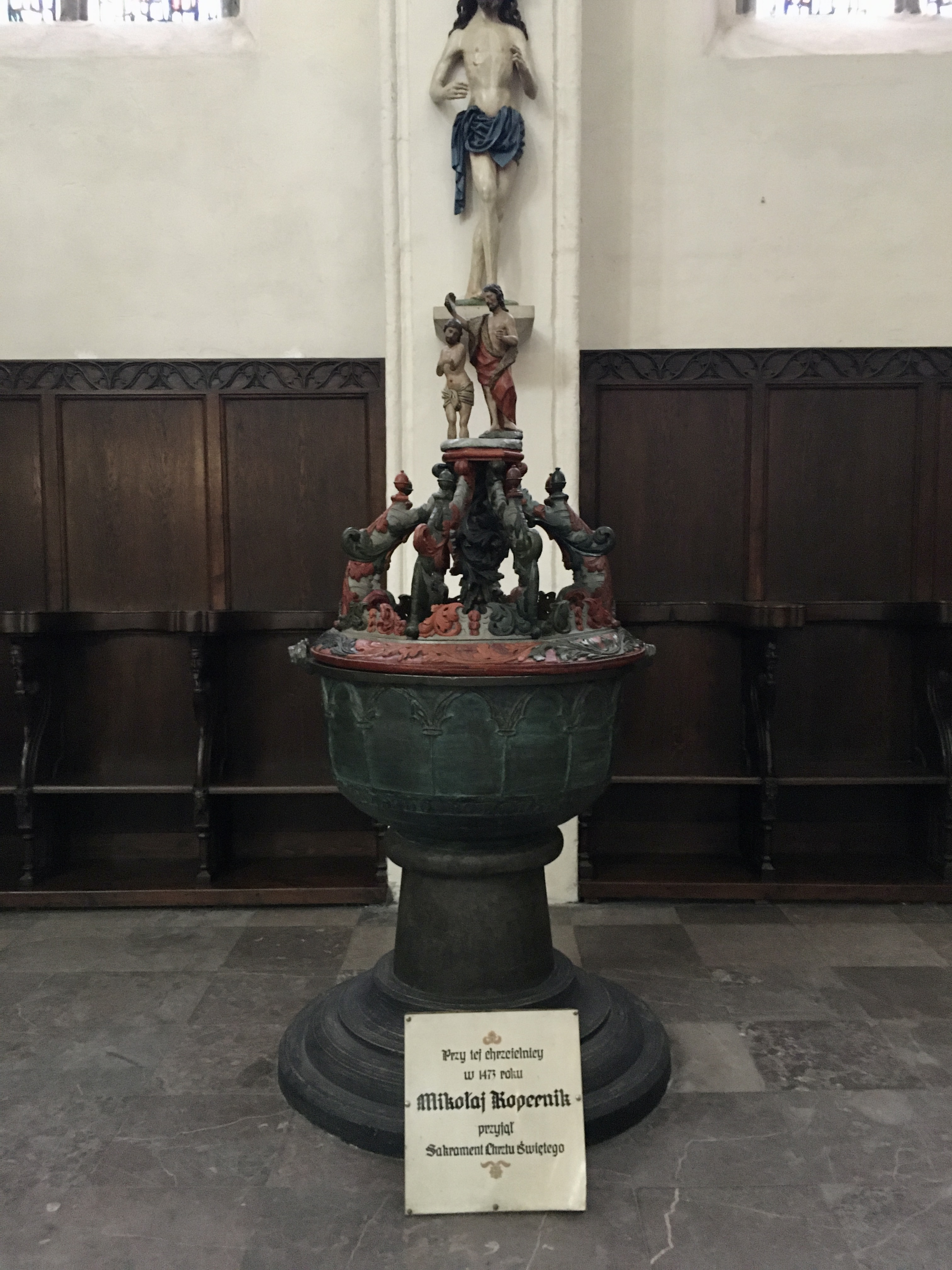
Chrzcielnica

Chrzcielnica z bazyliki katedralnej św. Jana Chrzciciela i św. Jana Ewangelisty w Toruniu – wczesnogotycka chrzcielnica pochodząca z XIII wieku. Od 1881 roku znajduje się w Kaplicy Kopernika w bazylice katedralnej św. Jana Chrzciciela i św. Jana Ewangelisty w Toruniu.

## Historia
Jest najstarszym dziełem odlewniczym w Toruniu, a prawdopodobnie również jednym z najstarszych dzieł odlewniczych na terenie dawnego państwa zakonu krzyżackiego. Powstała ona prawdopodobnie w 2. połowie lub pod koniec XIII wieku. Znajdowała się na wyposażeniu tzw. I kościoła, zbudowanego w połowie XIII wieku, a zastąpionego nową świątynią (tzw. II kościołem) na początku XIV wieku. Nieznany jest warsztat, w którym wykonano chrzcielnicę. Sama chrzcielnica została ufundowana przez zamożnych torunian.
Pierwotnie mieściła się naprzeciw ołtarza św. Anny, pierwszym od strony wschodniej filarze międzynawowym po stronie południowej. W I poł. XVIII wieku została wykonana barokowa drewniana pokrywa przedstawiająca scenę chrztu Chrystusa w Jordanie. Przed połową XIX wieku czasze przemalowano na biało, a napis powleczono czarną farbą. Farbę wyskrobywał Wilhelm Kolberg, jednak jej pewne ślady zachowały się do czasów współczesnych. W 1881 roku została przeniesiona do Kaplicy Kopernika. Według reprodukcji zdjęć przed przeniesieniem chrzcielnica nie miała stopy. W 2017 roku przeprowadzono prace konserwatorskie chrzcielnicy.
Według tradycji w 1473 roku przy chrzcielnicy został ochrzczony Mikołaj Kopernik.

## Opis
Wysokość chrzcielnicy wynosi 110 cm. Chrzcielnica o średnicy 87 cm jest zbudowana z hemisferycznej, spłaszczonej u dołu czaszy odlanej z brązu. Metal, z którego wykonano czaszę, został odlany ze stopu, który jest na tyle twardy, że niemożliwe jest pobranie z niego próbki za pomocą tradycyjnych metod oraz na tyle dźwięczny, by wywoływał głośny rezonans podczas delikatnego skrobania. Przypuszcza się, że czaszę odlano w pracowni odlewnika dzwonów. Dekoracja czaszy świętojańskiej ma dwie wypukłe obręcze. Czasza opiera się ona na trzonie z kamienia, połączonej z czaszą za pomocą grubej warstwy nieoszlifowanej zaprawy. Metoda jego osadzenia może wynikać z inspiracji popularnymi wówczas chrzcielnicami kamiennymi. Trzon osadzono na profilowanej stopie o okrągłym obrysie. Jakość artystyczna i techniczna czaszy jest nisko oceniana.
W środkowej części ściany znajdują się arkady, na dolnej pas inskrypcji. Inskrypcja na czaszy składa się z 65 znaków i krzyżyka inicjałowego. Inskrypcja nie została odczytana, prawdopodobnie jest to rodzaj ornamentalnej dekoracji, mogącej mieć symbolikę magiczną. Kontrowersje wokół jego treści pojawiły się w połowie XIX wieku. Na przestrzeni lat w inskrypcji widziano cyrylicę, runy, pismo łacińskie lub starosłowiańskie. Andrzej Kucharski w 1850 roku odczytał tekst jako: Z DYABOŁY W IOWO IS GD TJE SŁOWATI TIVI Y VADTUM TĄ IN ZIWODT VADVA TA ZDRAJAN PDOJE LUDOVFI. Według Kucharskiego inskrypcja ta była najstarszym tekstem napisanym w języku polskim. Według Moniki Jakubek-Raczkowskiej Kucharski odczytał tekst na podstawie niedokładnego przerysu liter i nie ma ono żadnego uzasadnienia. Według badań przeprowadzonych przez Jakubek-Raczkowską prawie wszystkie litery mają czytelny krój łacińskiej majuskuły. Dodatkowo zwrócono uwagę, że pomiędzy wyrazami nie ma żadnych odstępów oraz występuje zestawienie sześciu spółgłosek obok siebie, co pominął Kucharski.